# Mauricio «Palito» Davico
Mauricio «Palito» Davico (Gualeguaychú, 1982) es un político y exmúsico argentino. Es conocido por su carrera como percusionista de la banda de cumbia Ráfaga y por su trayectoria política.

## Biografía
Hijo de Héctor y Liliana, Davico creció en un hogar de clase trabajadora. Desde joven mostró interés en el emprendimiento y la música. Tras completar la secundaria, se trasladó a Buenos Aires para estudiar abogacía. Durante su estancia en la ciudad, trabajó en un kiosco del club GEBA, donde conoció a los integrantes de Ráfaga.

## Carrera

### Política
En 2011, Davico fundó el partido vecinal «Nueva Generación», con el cual debutó en la política local de Pueblo General Belgrano. En las elecciones municipales de 2015, fue elegido intendente, y en 2019 logró la reelección con un apoyo superior al 70%. Durante su gestión, se enfocó en la reducción de impuestos municipales, el fomento del turismo local y el desarrollo urbano sostenible.
En 2023, Davico se postuló a la intendencia de Gualeguaychú, ciudad vecina, rompiendo con más de tres décadas de dominio justicialista. Su victoria significó un cambio histórico en la política local. Desde su asunción, ha implementado medidas de ajuste fiscal y sostenibilidad económica.
Como intendente de Gualeguaychú, Davico ha fortalecido vínculos con figuras destacadas del gobierno nacional. Es cercano al presidente Javier Milei y al presidente de la Cámara de Diputados, Martín Menem. En diciembre de 2023, se reunió con Karina Milei, asesora del presidente, y Martín Menem, para coordinar políticas locales en línea con las propuestas del gobierno nacional. Menem elogió públicamente las políticas de ajuste fiscal de Davico en Gualeguaychú, señalándolo como un modelo de gestión alineado con la «motosierra» propuesta por Milei.

### Musical
En 2002, se unió como percusionista a la banda Ráfaga, participando en giras internacionales. Tras varios años, decidió regresar a Pueblo General Belgrano, Entre Ríos, para enfocarse en su comunidad.

## Vida personal
Davico tiene tres hijos: Catalina, Santino y Rocco. Mantiene vínculos cercanos con sus antiguos compañeros de banda.